# Littdorf
Littdorf ist ein Ortsteil der Stadt Roßwein im Landkreis Mittelsachsen im Freistaat Sachsen. Mit anderen Ortsteilen bildet es die Ortschaft Niederstriegis.

## Geographie
Das Waldhufendorf Littdorf liegt westlich von der Altstadt Roßweins. Naturräumlich gehört der Littdorfer Plateaurand zu den Zellwald-Mulde-Striegis-Plateaus und damit zum Mulde-Lösshügelland.

## Geschichte
Ortsnamen:
- 1333: Leitdorph
- 1350: Leitdorf
- 1378: Leytdorf
- 1410: Leytorf
- 1506: Littorff
- 1554: Littdorf

Littdorf war Schauplatz des Gefechts bei Döbeln 1762.
Am 1. Januar 1970 wurde Otzdorf in Littdorf eingemeindet.
Am 3. Oktober 1990 hatte die Gemeinde Littdorf (Gemeindeschlüssel 14021290 im Landkreis Döbeln) 421 Einwohner.
Am 1. Januar 1994 wurde Littdorf nach Niederstriegis eingemeindet. Seit dem 1. Januar 2013 gehört Littdorf durch die Eingemeindung von Niederstriegis zu Roßwein.

## Sehenswürdigkeiten
- Museum Alte Schmiede Littdorf[3]

Siehe auch:

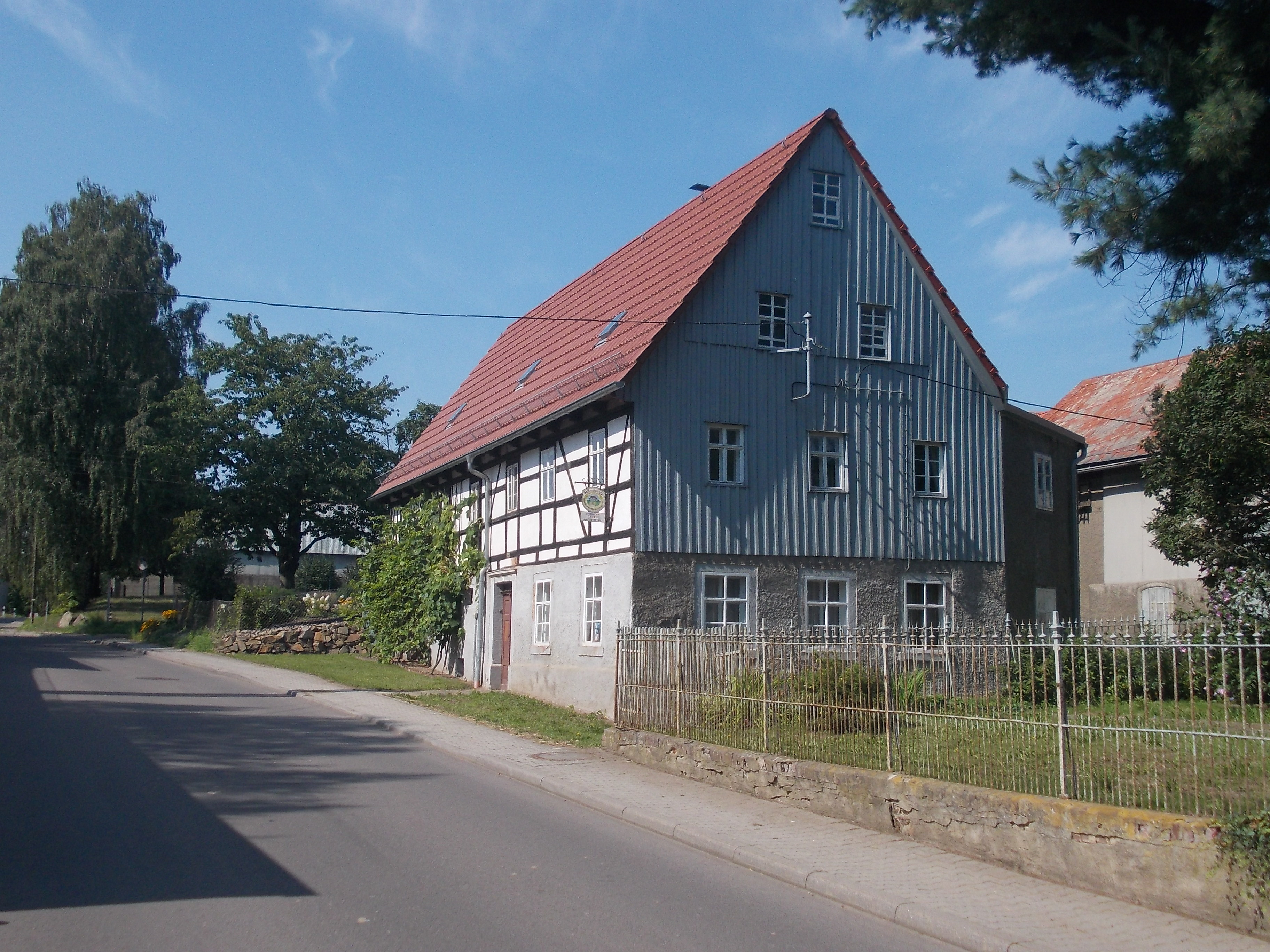
Littdorf - Dorfmuseum

- Liste der Kulturdenkmale in Littdorf

## Wirtschaft und Infrastruktur
Westlich führt die B 169 an Littdorf vorbei.
Ein 1999 installierter Windpark verfügt über 10,5 MW Nennleistung.